# Friedrich P. Kahlenberg
Friedrich Peter Kahlenberg (* 29. Oktober 1935 in Mainz; † 16. Juli 2014 in Boppard) war ein deutscher Archivar und Historiker.

## Leben
Kahlenberg studierte Geschichte, Literaturwissenschaft und Evangelische Theologie an der Universität Mainz. 1963 wurde er mit einer Arbeit über die kurmainzische Militärpolitik und der Baugeschichte der Festung Mainz im 17. und 18. Jahrhundert promoviert, 1970 folgte die Habilitation. Als Archivrat begann er 1964 seine Laufbahn beim Bundesarchiv in Koblenz. Er war von 1989 bis 1999 Präsident des Bundesarchivs.
Er saß im Beirat des Fritz-Bauer-Instituts in Frankfurt am Main und war Mitglied der Historikerkommission, die die in Fachkreisen umstrittene erste Wehrmachtsausstellung „Vernichtungskrieg. Verbrechen der Wehrmacht 1941 bis 1944“ des Hamburger Instituts für Sozialforschung überprüfte.

## Schriften (Auswahl)
- Kurmainzische Verteidigungseinrichtungen und Baugeschichte der Festung Mainz im 17. und 18. Jahrhundert (= Beiträge zur Geschichte der Stadt Mainz. Band 19). Stadtbibliothek, Mainz 1963 (zugleich: Dissertation, Universität Mainz, 1962, unter dem Titel: Kurmainzische Militärpolitik im 17. und 18. Jahrhundert. Studie zur Geschichte der Verteidigungseinrichtungen von Kurmainz unter besonderer Berücksichtigung der Baugeschichte der Festung Mainz).
- Deutsche Archive in West und Ost. Zur Entwicklung des staatlichen Archivwesens seit 1945 (= Mannheimer Schriften zur Politik und Zeitgeschichte. Band 4). Droste, Düsseldorf 1972.
- Frankreichbild und besetztes Rheingebiet in der deutschen Dokumentarfilmproduktion der Weimarer Republik. Eine Forschungsaufgabe. In: Problèmes de la Rhénanie 1919–1930 / Die Rheinfrage nach dem Ersten Weltkrieg. Actes du Colloque d’Otzenhausen, 14–16 octobre 1974. Metz 1975, S. 109–131.